# Херман II фон Фробург
Херман II фон Фробург (на немски: Hermann II von Froburg; * пр. 1169; † 1211/1213 или пр. 1213) е граф на Фробург в Золотурн, Швейцария от рода Фробург.

## Произход
Той е син на граф Фолмар II фон Фробург (* пр. 1143; † сл. 28 октомври 1175) и внук на граф Адалберо I фон Фробург (* 1090 † сл. 1146 или пр. 1152) и на съпругата му графиня София фон Ленцбург (* ок. 1046; † 1133). Правнук е на граф Фолмар I фон Фробург (* 1050 † 1114 или сл. 1078) и на съпругата му графиня София фон Бар-Пфирт (* 1060). Брат е на Арнолдус фон Фробург († 31 март 1216), абат на Мурбах, вероятно на Гепа фон Фробург, омъжена за граф Рудолф V (I) фон Тирщайн (* пр. 1173 † сл. 29 август 1230, убит или 1231/1236, или пр. 29 август 1231), граф на Тирщайн в Зигзау и вероятно на Хайлвиг фон Фробург († ок. 1183), омъжена за Бертхолд IV фон Церинген (* ок. 1125 † 8 октомври 1186) от рода Церинги, херцог на Церинген и Бургундия.

## Брак и потомство
Херман II фон Фробург се жени за графиня Рихенца фон Кибург-Дилинген-Ленцбург († сл. 1206), сестра на граф Адалберт III фон Дилинген († 1214) и дъщеря на граф Хартман III фон Кибург-Дилинген († 1180) и графиня Рихенца фон Баден-Ленцбург-Цюрихгау († 1172), дъщеря на граф Арнолд IV фон Баден-Цюрихгау († 1172). Те имат децата:
- Херман III фон Фробург († 1236/1237[1] или ок. 25 януари 1233/февруари 1237[2]), граф на Фробург, основател на линията Фробург-Валденбург, ∞ за Хайлвиг фон Хабсбург († сл. 11 октомври 1263), дъщеря на Рудолф (II) фон Хабсбург Добрия, граф на Хабсбург, господар на Лауфенбург и на съпругата му Агнес фон Щауфен; имат един син и една дъщеря
- Лудвиг III фон Фробург († ок. 1256/1259,[2] погребан в Цофинген), граф на Фробург, родоначалник на линията Фробург-Цофинген, ∞ за Гертруда фон Хабсбург († сл. 1241 или сл. 3 септември 1242[1]), дъщеря на Рудолф (II) фон Хабсбург Добрия († 10 април 1232), граф на Хабсбург, господар на Лауфенбург и на съпругата му Агнес фон Щауфен (* 1165/1170, † пр. 1232), имат четирима сина и една или две дъщери
- Алберт фон Фробург (* пр. 1206; † 6 юли 1242/30 юни 1243 или сл. 1243[2]), провост на Цофинген, управител на Мурбах (1243)
- Фолмар III фон Фробург († пр. 1226), граф на Фробург
- Рихенца фон Фробург († ок. 20 октомври 1224/1225[2] или сл. 1267), ∞ пр. 1223 г. за Берхтолд фон Нойенбург († 20 август 1261), граф и господар (сеньор) на Нойенбург (Ньошател), имат трима сина
- Улрих фон Фробург († сл. 1223), вероятен, граф на Фробург и вероятен абат на манастира Фринисберг (Kloster Frienisberg в кантон Берн)
- Дъщеря фон Фробург, вероятна, ∞ за ... фон Бехбург.